# Insaeng-eun areumda-wo
Insaeng-eun areumda-wo (인생은 아름다워?, titolo internazionale Life Is Beautiful) è un drama coreano andato in onda su Seoul Broadcasting System dal 20 marzo al 7 novembre 2010.
Oltre ad avere ottenuto un buon indice d'ascolto medio la serie è nota per aver incluso, per la prima volta, una storia d'amore omosessuale in un drama coreano televisivo andato in onda in prima serata in Corea del Sud.

## Trama
La famiglia Yang abita a Jeju ed è composta dai genitori Yang Byung-tae e Kim Min-jae, dai loro quattro figli (Tae-sub, Ji-hye, Ho-sub e Cho-rong), dai nonni e dagli zii. I problemi coniugali della figlia maggiore Ji-hye con il marito Soo-il; la ricerca da parte del figlio minore Ho-sub di un'assistente per sua madre e il fidanzamento tra Tae-sub con Kyung-soo, il cui rapporto omosessuale colpisce le loro famiglie d'origine mentre affrontano l'accettazione personale, sociale e familiare, portando infine all'amore e alla comprensione.

## Personaggi

### Famiglia Yang
- Madre di Byung-tae, interpretata da Kim Yong-rim
- Padre di Byung-tae, interpretato da Choi Jung-hoon
- Yang Byung-tae, interpretato da Kim Yeong-cheol
- Kim Min-jae, interpretata da Kim Hae-sook
- Yang Byung-joon, interpretato da Kim Sang-joong
- Yang Byung-kil, interpretato da Yoon Da-hoon
- Yang Tae-sub, interpretato da Song Chang-eui[8][9][10]
- Yang Ho-sub, interpretato da Lee Sang-yoon
- Yang Cho-rong, interpretata Nam Gyu-ri

### Famiglia Lee
- Lee Soo-il, interpretato da Lee Min-woo
- Yang Ji-hye, interpretata da Woo Hee-jin
- Lee Ji-na, interpretata da Jung Da-bin

### Famiglia Park
- Signor Park, interpretato da Lee Sang-hoon
- Yang Soo-ja, interpretata da Jo Mi-ryung
- Figlio, interpretato da Kang Yi-seok

### Altri personaggi
- Jo Ah-ra, interpretata da Jang Mi-hee
- Boo Yeon-joo, interpretata da Nam Sang-mi
- Kim Kyung-soo, interpretato da Lee Sang-woo
- Chae-young, interpretata da Yoo Min
- Hyun-jin, interpretata da Kim Woo-hyun
- Dong-geun, interpretato da Lee Kyun
- Jo Nam-shik, interpretata da Bang Eun-hee
- Zia di Ji-hye, interpretata da Im Ye-jin (cameo)
- Ex-marito di Min-jae, interpretato da Han Jin-hee (cameo)
- Woo Geum-ji, interpretata da Kim Jung-hwa(cameo)

## Riconoscimenti
- Korea Drama Award
  - 2010 – Candidatura a Miglior drama
  - 2010 – Miglior attrice non protagonista a Kim Hae-sook
- SBS Drama Award[11]
  - 2010 – Candidatura a Premio all'alta eccellenza, attore in un drama del fine settimana/giornaliero (Kim Yeong-cheol)
  - 2010 – Candidatura a Premio all'alta eccellenza, attrice in un drama del fine settimana/giornaliero (Kim Yong-rim)
  - 2010 – Premio all'eccellenza, attore in un drama del fine settimana/giornaliero (Song Chang-eui)
  - 2010 – Candidatura a Miglior attore non protagonista in un drama del fine settimana/giornaliero (Yoon Da-hoon)
  - 2010 – Candidatura a Miglior attrice non protagonista in un drama del fine settimana/giornaliero (Nam Sang-mi)
  - 2010 – Premio astro nascente (Nam Gyu-ri)
- Baeksang Arts Award
  - 2011 – Candidatura a Miglior regista (TV) a Jung Eul-yong
  - 2011 – Candidatura a Miglior attrice esordiente (TV) a Nam Gyu-ri

## Distribuzione internazionale
È andato in onda sul canale televisivo giapponese KNTV con il titolo Beautiful Life a partire dal 24 febbraio 2011.
È stato trasmesso in Thailandia su True4U a partire dal 18 novembre 2015.

## Controversie
A causa della coppia apertamente omosessuale presente al suo interno, la serie ha generato grandi critiche da parte dei conservatori e il Ministero della Difesa della Repubblica di Corea ne proibì la visione in tutti i penitenziari per il timore che i detenuti sarebbero diventati omosessuali.
A causa delle proteste della chiesa dell'isola di Jeju dalla serie è stata eliminata una scena tra Tae-sub e Kyung-soo che, nella suddetta chiesa, pronunciano il loro impegno reciproco evidenziando la devozione l'uno per l'altro. Ciò ha causato diverse proteste da parte del pubblico e il disappunto da parte della sceneggiatrice e autrice della serie Kim Soo-hyun.